# Dan Andersson
Dan Andersson (Skattlösberg, 1888 - Estocolmo, 1920), foi um poeta sueco.

De origem humilde, nas terras desbravads por imigrantes finlandeses (finnbygder) da província sueca da Dalecárlia, Dan Andersson trabalhou na extração do carvão e na agricultura, tendo vindo a ser um dos iniciadores da literatura proletária sueca.

## Obra
Entre outras obras, escreveu os livros de poesia As cantigas do carvoeiro (1915) e  Baladas Pretas (1917).

As suas poesias e canções continuam a ser lidas e cantadas na Suécia dos nossos dias, com destaque para Helgdagskväll i timmerkojan, En spelmans jordafärd, Jungman Jansson e Vårkänning.